# Dandridge, Tennessee
Dandridge är administrativ huvudort i Jefferson County i Tennessee. Orten har fått sitt namn efter George Washingtons hustru Martha Dandridge. Vid 2020 års folkräkning hade Dandridge 3 344 invånare.